# Предметизация

На каталожной карточке под библиографическим описанием расположены предметные рубрики документа

«Предметизация» (англ. Cataloging или Subject cataloguing) — в библиотечном деле — интеллектуальный или автоматический анализ содержательных и формальных признаков документа с целью его свертывания и отражения в поисковой системе с помощью языка предметных рубрик (ЯПР). Предметы и явления действительности, получившие содержательное отражение в документе с помощью знаков естественного языка, называют предметом документа. Предметизация позволяет выразить документ и некоторые формальные признаки документа с помощью предметных рубрик. Объектом предметизации может являться отдельный документ, его составная часть или совокупность документов.

## Другие определения
- "Предметное индексирование средствами языка предметных рубрик".[2]

- "Метод аналитико-синтетической переработки информации, интеллектуальный или автоматический анализ содержательный и формальных признаков отдельного документа (его составной части или совокупности документов) с целью их синтеза и отражения в поисковой системе с помощью языка предметных рубрик".[3]

## История
Исторически предметные рубрики образовались на базе инвентарных описей средневековых монастырских библиотек. В этих описях указывалось сокращенное заглавие книги, иногда и начальные фразы произведений. В XVI—XVII вв. при описании книг стали выделять уже не первое, а ударное в смысловом отношении слово. Во второй половине XIX века в разных странах мира стали создаваться предметизационные системы (каталоги, указатели). Так, в странах немецкого языка (Германии, Швейцарии, Австрии) было распространено два вида таких систем: каталог ключевых слов из заглавия и предметный каталог, представляющий тему книги в виде предметной рубрики.
Важным моментом в теории предметизации считается издание в 1876 г. "Правил словарного каталога" американского библиотековеда Чарльза Каттера (1837-1903). Правила Каттера три четверти столетия использовались почти в неизменном виде, особенно в практике американских библиотек. Однако стоит отметить, что до их появления предметные каталоги уже существовали во многих странах, например, австралийский библиотекарь Андерсен составил предметный указатель к алфавитному каталогу и разработал правила предметизации, напоминающие методику Каттера, абсолютно независимо от последнего.
Предметный каталог в двух его разновидностях - как каталог ключевых слов из заглавия (Stichwort) и как каталог, формулирующий тему документа в виде предметной рубрики (Schlagwortkatalog), был распространен в странах немецкого языка - в Германии, Швейцарии, Австрии. В дальнейшем в разных странах были разработаны национальные инструкции по предметизации.
В России предметный каталог нашел свое применение главным образом в научных библиотеках - Горного института (1797). Киевского университета (1870-е), Академии художеств (1900). Румянцевского публичного музея в Москве (1910), Государственной Думы (1912) и др. В начале XX в. начинается теоретическая и практическая разработка вопросов предметизации и предметного каталога. В 1899 г. было организовано Русское библиологическое общество, деятельность которого началась с составления предметной картотеки журнальных статей. Общество библиотековедения, возникшее в 1908 г., рассматривало на своих заседаниях проблемы предметизации произведений печати разных типов. Настоятельная необходимость разработать правила составления предметного каталога привела к появлению в 1915 г. первой русской инструкции "Правила составления каталогов алфавитного, систематического и предметного, принятых в Библиотеке Государственной Думы" автором которой был библиотекарь Государственной Думы Алексей Михайлович Белов.
В настоящее время предметизация как метод аналитико-синтетической переработки информации широко используется в библиотечно-информационной практике как при создании традиционных и электронных каталогов, библиографических указателей, картотек и баз данных, так и вспомогательных указателей к таблицам классификации и систематическому каталогу, содержанию научных, справочных, учебных, периодических, реферативных и библиографических изданий.
С середины 1990-х гг. по настоящее время теорию и методику предметизации активно развивают Российская книжная палата, Российская национальная библиотека, Институт научной информации по общественным наукам (ИНИОН РАН), Научная библиотека Московского государственного университета (МГУ), а с 2009 г. предметизацией занимается Российская государственная библиотека (РГБ).
Важную роль в развитии предметизации на федеральном уровне играет Российская книжная палата, осуществляющая централизованную предметизацию.

## Методика предметизации документов
Процесс предметизации регулируется следующими документами:
- ГОСТ 7.59-2003 СИБИД. Индексирование документов. Общие требования к систематизации и предметизации (с Поправкой) Архивная копия от 16 июля 2020 на Wayback Machine
- ГОСТ 7.74-96 СИБИД. Информационно-поисковые языки. Термины и определения Архивная копия от 27 октября 2020 на Wayback Machine
- ГОСТ 7.66-92 (ИСО 5963-85) СИБИД. Индексирование документов. Общие требования к координатному индексированию Архивная копия от 18 июля 2020 на Wayback Machine
- ГОСТ 7.76-96 СИБИД. Комплектование фонда документов. Библиографирование. Каталогизация. Термины и определения Архивная копия от 12 октября 2020 на Wayback Machine и др.

Процесс предметизации включает следующие операции:
- отбор документов;
- анализ содержания и формы документа с целью определения предмета, аспектов его рассмотрения и выявления связи между ними в тексте;
- выбор смысловых компонентов (терминов) и формулировка из них предметных рубрик, отражающих выявленные связи;
- стандартизация формулировки рубрик;
- редактирование предметных рубрик.
- включение предметной рубрики в библиографическую запись.

Стандартизация формулировки рубрик осуществляется с помощью словарей предметных рубрик, авторитетных файлов предметных рубрик или тезаурусов для придания рубрике единообразной формы.